# Ausona
Ausona era un'antica città del popolo italico degli Osci Ausoni (o Aurunci), probabilmente ubicata nei pressi dell'odierna Ausonia. Insieme a Vescia, Minturnae, Sinuessa e Suessa costituiva la Pentapoli aurunca.
Alleata dei Capuani, venne distrutta dai Romani durante la Seconda guerra sannitica, nel 314 a.C., e i suoi abitanti passati per le armi. La città non rinacque dopo questo massacro. Nei pressi di Ausonia sono state rinvenute iscrizioni latine di età imperiale riguardanti la divinità di Ercole. Da alcuni studiosi, tali iscrizioni sono messe in relazione alla presenza di un'antica via processionale, di cui in parte è ancora rintracciabile il percorso, dedicata al culto del dio e che conduceva da Ausona alla costa Tirrenica presso Minturno.